# Tatragems
De tatragems (Rupicapra rupicapra tatrica) is een ondersoort van de gems (Rupicapra rupicapra). De tatragems heeft een geïsoleerd voorkomen en is endemisch voor het westen van de Karpaten. De aantallen worden geschat op 1350 individuen en staat daarom als bedreigd vermeld op de Rode Lijst van de IUCN.

## Verspreiding en leefgebied
De tatragems komt voor in de Poolse en Slowaakse kant van de Hoge Tatra en werd tussen 1969 en 1976 geherintroduceerd in de Lage Tatra in Slowakije. Ze leven er op kiezelhoudende puinhellingen in de alpiene zone, berghooilanden en alpiene en boreale graslanden.

## Status en bedreigingen
De ondersoort staat op Annex II van de Habitatrichtlijn en Appendix III van de Conventie van Bern. Op de nationale rode lijsten van Polen en Slowakije staat de ondersoort als kritiek vermeld. Mogelijke bedreigingen voor de populatie in de Lage Tatra zijn hybridisering met de alpengems (Rupicapra rupicapra rupicapra), die geïntroduceerd werd in de bergen van de Grote Fatra en het Slowaaks Paradijs. In de Hoge Tatra bedreigt vooral het hoge aantal toeristen de populatie tatragemzen. Omdat beide populaties relatief klein zijn is de soort kwetsbaar voor genetische verarming en stochastische factoren.

## Galerij

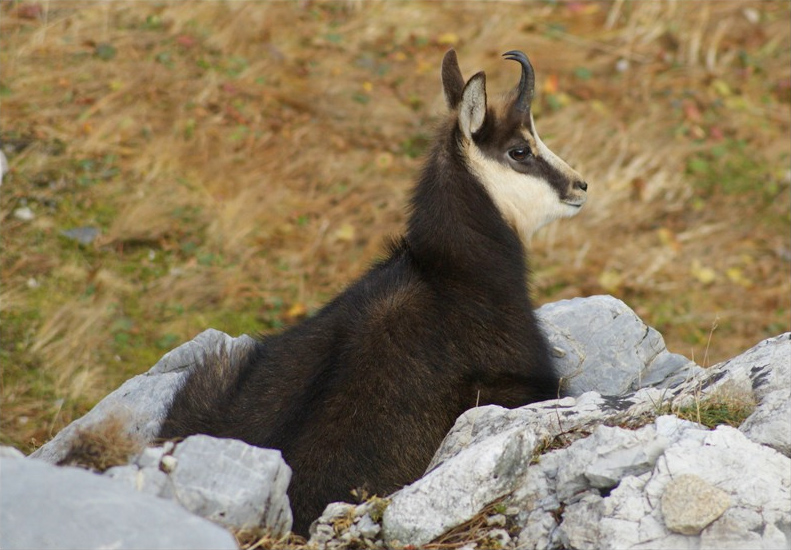
Tatragems in Nationaal Park Tatra.
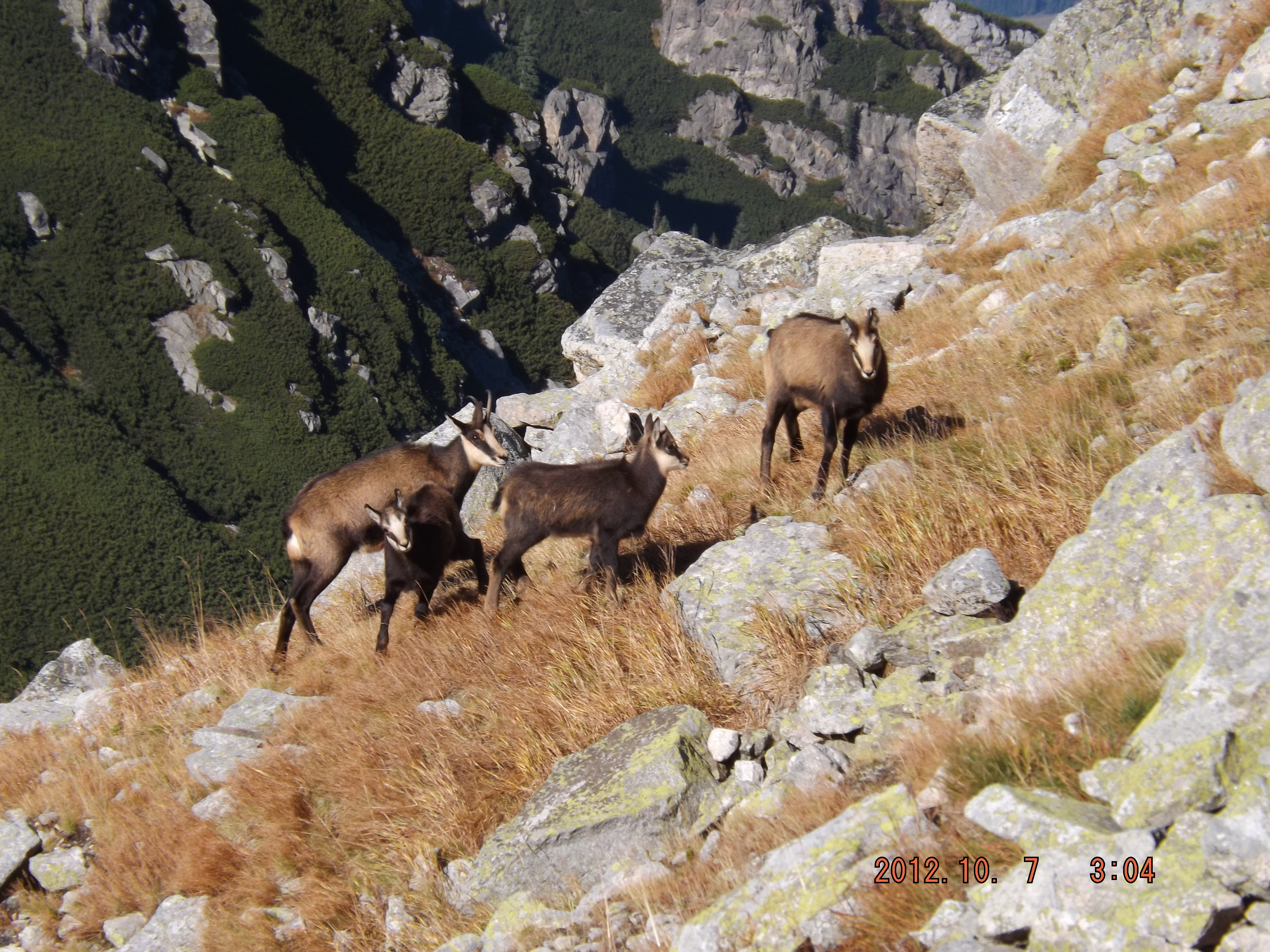
Twee vrouwelijke en twee juveniele tatragemzen.
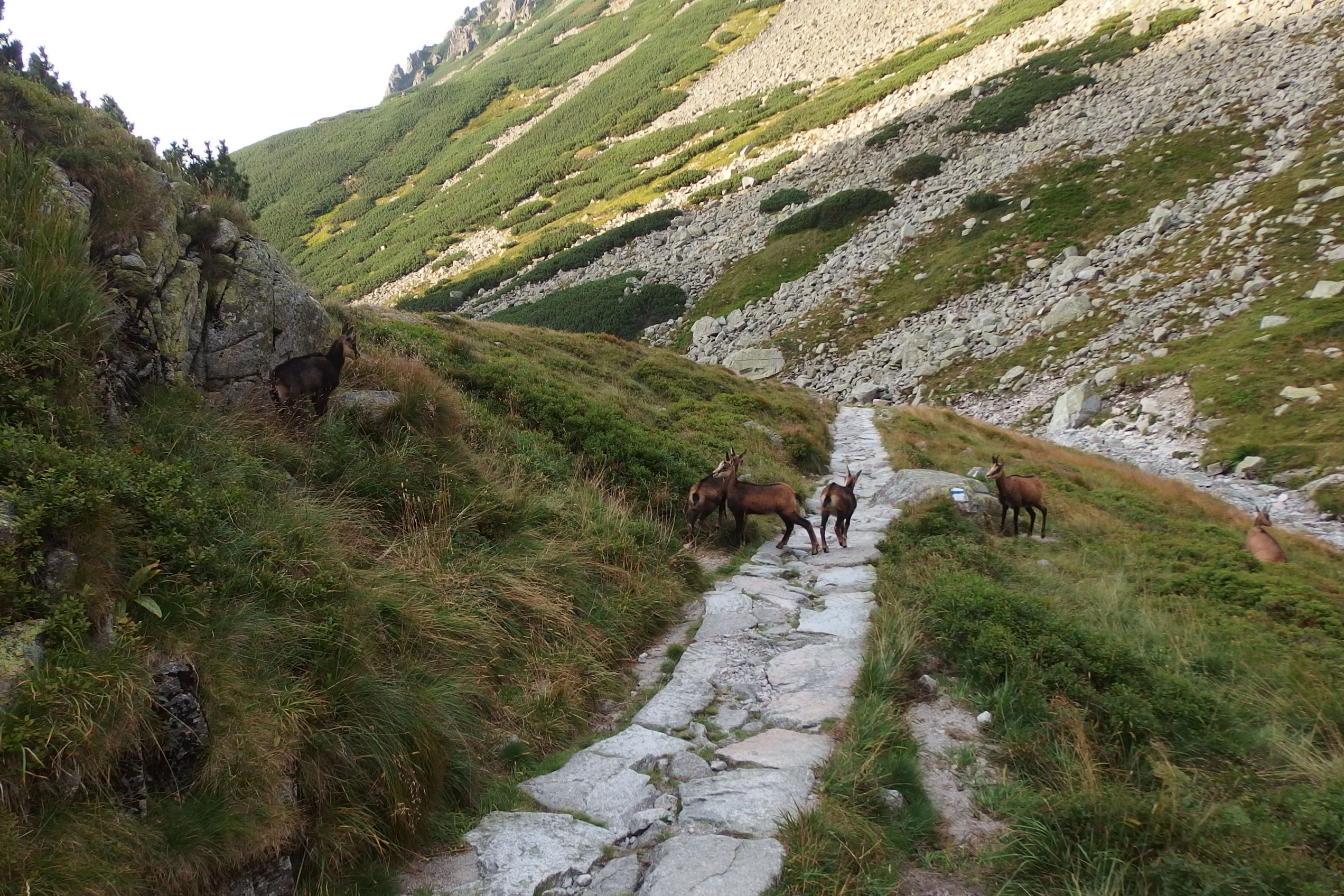
Tatragemzen langs een bergpad in hun natuurlijk leefgebied.